# Guerra civil romana (424-425)
La guerra civil romana dels anys 424 i 425 va ser un conflicte bèl·lic ocorregut a l'Imperi romà occidental després de la mort de Honori. Va enfrontar, d'una banda, l'Imperi Romà d'Orient, el comes Africae Bonifaci i Gal·la Placídia contra l'emperador occidental Joan i el seu magister militum Castí. La guerra va ser, pràcticament, una repetició menys sagnant de l'ocorreguda en 394 entre Teodosi I i Eugeni mitjançant la qual, el primer va instal·lar al seu fill Honori com a emperador occidental.

## Antecedents
El general occidental Flavi Constanci havia estat elevat a coemperador el 8 de febrer de 421 per Honori, aleshores, el seu cunyat. De la mateixa manera, la seva esposa Gal·la Placídia (germana d'Honori) va ser nomenada augusta i el fill d'ambdós, Valentinià, nobilissimus el que feia entendre que aquest darrer heretaria el càrrec d'emperador a la mort del seu pare. Aquests nomenaments, no obstant això, no van ser acceptats pel govern oriental de Teodosi II el que va fer que Flavi Constanci considerés preparar una campanya militar contra ells. La seva mort el 2 de setembre del mateix any va impedir, malgrat tot, l'inici de les hostilitats.
Flavi Constanci havia estat el governant de facto de l'imperi occidental durant la dècada anterior i la seva mort va desencadenar una lluita de poder dins del govern del feble Honori. Primer es van donar fortes dissensions entre els militars Castí i Bonifaci que van fer que el segon abandonés la cort de Ravenna i fugis a Àfrica on la seva xarxa de contactes i popularitat li van permetre aconseguir el control; després es va arribar a enfrontaments de carrer entre els seguidors de Gal·la Placídia i els del seu germà, l'emperador, que van portar que Gal·la fos obligada a exiliar-se al costat del seu fill a la cort oriental. Honori va morir el 15 d'agost de 423 sense deixar cap hereu més enllà d'haver atorgat el títol esmentat de nobilissimus al seu nebot Valentinià i Teodosi II el Jove, qui no havia reconegut aquest nomenament, va quedar com a emperador únic.

## Desenvolupament

### Esclat: Joan es proclama emperador occidental
Teodosi II va intentar governar ambdues meitats des de Constantinoble; va nomenar Castí com cònsol per al següent any 424 i a Bonifaci comes Africae amb l'objectiu de guanyar-se el favor. No obstant això, poc en va fer més durant els primers mesos per refermar el seu poder a occident, el que va ser aprofitat pels alts funcionaris civils per proclamar com a emperador occidental a Joan, una persona aliena a la dinastia teodosiana. Els motius no són clars, però sembla que van actuar pel temor a perdre els seus llocs i influència en favor d'oficials orientals si Teodosi II es mantenia com a emperador únic.
Joan va ser proclamat el 20 de novembre de 423 a Roma i d'alguna manera, va aconseguir el suport del magister militum Castí i d'Aeci, un jove oficial en ascens. Es va enviar una ambaixada a Constantinoble per anunciar-ho i buscar-ne el reconeixement. Teodosi II, això no obstant, va condemnar els ambaixadors al desterrament i davant la dificultat per imposar-se a occident, va respondre al gener de 424 amb el reconeixement, de manera retrospectiva, del nomenament de Constanci III com a august occidental i de Gal·la Placídia com a augusta així com l'anul·lació del consolat de Castí. Tampoc va obtenir Joan una acollida unànime a occident, ja que, a l'Àfrica, Bonifaci —un seguidor de Gal·la— es va negar a reconèixer-ho el que va fer témer pels enviaments de cereal a Roma que s'haurien de reprendre en finalitzar l'hivern de 423-424.

### Joan perd les Gàl·lies i Àfrica

Mapa de la guerra civil romana dels anys 424 i 425 amb les zones de control, moviments i enfrontaments armats.

La primera mesura militar que va prendre el nou govern va ser organitzar un exèrcit amb les tropes d'Itàlia i enviar-lo a l'Àfrica a la primavera del 424 per acabar amb Bonifaci i controlar la diòcesi, vital per mantenir el suport popular. El comes Africae, no obstant això, esperava aquest atac des que morís Honori i havia fet fortificar Cartago i les principals ciutats. Tot i que comptava amb un exèrcit relativament petit va ser capaç de resistir i acabar amb els atacants. Aquesta victòria va tenir, a més, una altra conseqüència: animats per l'èxit de Bonifaci, seguidors de la dinastia teodosiana van assassinar a Arles el prefecte del pretori de les Gàl·lies i els principals oficials de l'exèrcit, amb la qual cosa Joan va perdre també el control d'aquesta prefectura. En aquesta situació i davant la manca de les tropes italianes i de la Gàl·lia, el govern occidental va encarregar a Aeci dirigir-se al territori dels huns amb l'objectiu de reclutar un gran contingent de mercenaris.

### Campanya oriental contra Itàlia
Avançat aquest any 424 -el 24 d'octubre- Teodosi II va elevar a Valentinià al càrrec de cèsar a Tessalònica mentre que l'exèrcit oriental va entrar a la diòcesi de Pannònia. Anava dirigit per Ardaburius amb el seu fill Aspar i la seva primera acció va ser prendre la ciutat costanera de Salona a l'assalt i establir-s'hi per passar l'hivern. Entrat l'any 425 es van posar en marxa cap a Itàlia pel que es van dividir en dos grups: un es va dirigir per terra comandat per Aspar mentre que la resta de les tropes ho va fer per mar al comandament del seu pare Ardaburius. L'atac terrestre va arribar fins a Aquileia que es va mantenir fidel a Joan i va haver de ser assetjada, encara que la seva falta de tropes feia inviable que resistís molt de temps i es va rendir al cap de pocs dies. L'ofensiva marítima va tenir menys èxit, ja que la flota va ser destruïda per una tempesta de la qual es va poder salvar la nau capitana encara que, en arribar a la costa, Ardaburius va ser capturat i portat presoner a Ravenna. Joan va cometre, aleshores, l'error de donar llibertat de moviment a Ardaburius dins de la ciutat el que va ser aprofitat per guanyar-se el favor o subornar part dels oficials de tal manera que, quan l'exèrcit del seu fill la va assetjar, els van obrir les portes des de dins i van poder prendre-la fàcilment. Això no va evitar, tanmateix, que fos saquejada per les tropes orientals. Joan va ser fet presoner i enviat a Aquileia on s'havien quedat Gal·la Placídia i Valentinià; allí va ser mutilat, humiliat i executat públicament al maig.

### Aeci i els huns
Mentre les tropes orientals atacaven Itàlia, Aeci va tenir èxit en la seva missió i va aconseguir reclutar un gran exèrcit d'huns –les fonts parlen de 60.000 efectius. Amb ells es va dirigir a Ravenna i encara que no va ser capaç d'arribar a temps per evitar la captura i execució de Joan, va haver de lluitar contra l'exèrcit oriental que el va fer front en una batalla el resultat de la qual va quedar indecís. Davant la perspectiva d'allargar la guerra civil, es van iniciar, llavors, negociacions entre tots dos bàndols i es va arribar finalment a un acord: els huns van rebre una quantitat d'or i es va concedir una amnistia als militars que havien donat suport a Joan: Aeci va obtenir un lloc important al nou govern i va ser nomenat comes rei militaris mentre que Castí va ser enviat a l'exili en lloc de ser executat. Assolida la pau, es va acordar el matrimoni entre Valentinià i la filla de Teodosi II, Licínia Eudòxia. Després d'això, el 23 d'octubre de 425, Valentinià va ser elevat a emperador occidental a Roma per Helion, el magister officiorum oriental qui va actuar en representació de Teodosi II.

## Conseqüències i esdeveniments posteriors
La guerra civil va ocasionar un debilitament de les, ja minvades, forces armades occidentals perquè la lluita per Àfrica va destruir l'exèrcit d'Itàlia, ja reduït per la derrota contra els vàndals en 420, a més de causar baixes significatives a l'Àfrica. En el que seria la tònica habitual durant el procés de caiguda de l'Imperi occidental, els bàrbars van aprofitar l'enfrontament entre els romans per intentar augmentar el seu poder i territoris: els francs van tornar a travessar el Rin i van ocupar la província de Germania Secunda; els vàndals es van fer amb el port de Cartagena i van llançar incursions contra les illes Balears i Mauritània mentre que els visigots, per la seva banda, atacaren Arles per obtenir una sortida a la Mediterrània de tal manera que la primera missió d'Aeci va ser lluitar contra ells per alliberar la ciutat.
La dinastia teodosiana va aconseguir mantenir-se a les dues meitats de l'Imperi. Gal·la va quedar com a regent del seu fill i va optar perquè es donés el comandament suprem de l'exèrcit a un militar desconegut, Fèlix, de tal manera que fos un resguard davant Bonifaci, qui controlava Àfrica, i Aeci qui comptava amb accés a contingents huns. Això va disgustar enormement el primer qui havia donat suport a Gal·la des que morís Constanci III i havia estat un factor determinant per a la seva victòria a la guerra civil pel que esperava ser nomenat per a aquest lloc. Establert a Àfrica on tenia la seva base de poder, va actuar de manera cada vegada més independent el que va aixecar les sospites de Fèlix la reacció contra ell el 427 va donar inici a una nova guerra civil.